# L’Oudon
L’Oudon ist eine ehemalige französische Gemeinde mit zuletzt 1.608 Einwohnern (Stand: 1. Januar 2016) im Département Calvados in der Region Normandie; sie gehörte zum Arrondissement  Lisieux und zum Kanton Livarot.
Die Gemeinde L’Oudon wurde am 1. Januar 2017 mit zwölf weiteren Gemeinden, namentlich Boissey, Bretteville-sur-Dives, Hiéville, Mittois, Montviette, Ouville-la-Bien-Tournée, Sainte-Marguerite-de-Viette, Saint-Georges-en-Auge, Saint-Pierre-sur-Dives, Thiéville, Vaudeloges und Vieux-Pont-en-Auge zur neuen Gemeinde Saint-Pierre-en-Auge zusammengeschlossen.

## Geographie
L’Oudon lag etwa 37 Kilometer südöstlich von Caen am Oudon. Umgeben wurde L’Oudon von den Nachbargemeinden Hiéville, Mittois und Saint-Georges-en-Auge im Norden, Montviette im Norden und Nordosten, Heurtevent im Nordosten, Tortisambert und Les Autels-Saint-Bazile im Osten, Le Renouard im Südosten, Saint-Gervais-des-Sablons im Süden und Südosten, Les Moutiers-en-Auge im Süden, Norrey-en-Auge im Südwesten, Vaudeloges, Courcy und Vendeuvre im Westen sowie Saint-Pierre-sur-Dives im Nordwesten.

## Geschichte
Am 1. Januar 1973 wurden nachfolgend genannte Gemeinden in die Gemeinde Saint-Martin-de-Fresnay (1968: 169 Einw.) eingegliedert, die dabei gleichzeitig in L’Oudon umbenannt wurde.
| ehm. INSEE-Code | Gemeinde              | Einw. (1968) |
| --------------- | --------------------- | ------------ |
| 14010           | Ammeville             | 171          |
| 14067           | Berville              | 160          |
| 14234           | Écots                 | 095          |
| 14295           | Garnetot              | 089          |
| 14314           | Grandmesnil           | 123          |
| 14363           | Lieury                | 242          |
| 14447           | Montpinçon            | 167          |
| 14472           | Notre-Dame-de-Fresnay | 159          |
| 14697           | Tôtes                 | 125          |

Im Jahre 1990 wird der Verwaltungssitz (Chef lieu) in die Gemeinde Tôtes verlegt. Damit ändert sich auch der INSEE-Code von 14624 auf 14697.

## Bevölkerungsentwicklung
| Jahr                       | 1954  | 1962  | 1968  | 1975  | 1982  | 1990  | 1999  | 2006  | 2008  | 2011  | 2013  | 2016  |
| -------------------------- | ----- | ----- | ----- | ----- | ----- | ----- | ----- | ----- | ----- | ----- | ----- | ----- |
| Einwohner (Census)         | .0205 | .0198 | .0169 | 1.453 | 1.449 | 1.347 | 1.329 | 1.543 | 1.533 | 1.527 | 1.574 | 1.608 |
| Quellen: Cassini und INSEE |       |       |       |       |       |       |       |       |       |       |       |       |

Die Einwohnerzahlen der Jahre 1954 bis 1968 beziehen sich auf die Gemeinde Saint-Martin-de-Fresnay.

## Sehenswürdigkeiten
- In Berville:
  - Herrenhaus aus dem 17. Jahrhundert

- In Écots:
  - Kirche Saint-Rémi aus dem 18. Jahrhundert
  - Wallburg
  - Herrenhaus Houlbec aus dem 15. Jahrhundert, Monument historique

- In Lieury
  - Kirche Saint-Paterne aus dem 13. Jahrhundert, Monument historique
  - Schloss Le Robillard aus dem 17. Jahrhundert

- In Montpinçon
  - Kirche Sainte-Croix aus dem 19. Jahrhundert
  - Herrenhaus La Roque aus dem 16. Jahrhundert, Monument historique

- In Notre-Dame-de-Fresnay
  - Kirche Notre-Dame

- In Saint-Martin-de-Fresnay
  - Herrenhaus Wigran (auch Herrenhaus Punaye genannt) aus dem 16. Jahrhundert
  - Herrenhaus Le Homme aus dem 17. Jahrhundert

## Persönlichkeiten
- Ferdinand Barbedienne (1810–1892), Industrieller